# Henry Wilson Harris
Henry Wilson Harris (Plymouth, 21 settembre 1883 – Londra, 11 gennaio 1955) è stato un giornalista britannico.
Redattore estero del Daily News dal 1908, nel 1932 assunse la direzione del settimanale The Spectator. Fu inoltre rappresentante della Cambridge University in parlamento dal 1945 al 1950.